# Der Teufel hat gut lachen
Der Teufel hat gut lachen (in Deutschland und Österreich: Eine Nacht in Campione oder Drei schräge Vögel) ist ein Schweizer Spielfilm aus dem Jahre 1960 von Kurt Früh mit einer prominenten schweizerischen und deutschen Besetzung.

## Handlung
Der Teufel persönlich hat sich dazu entschlossen, sehr kurzfristig der Erde einen Besuch abzustatten, und taucht deshalb unvermutet durch einen Gullydeckel aus dem Erdinneren mitten in der Schweiz auf. Dort muss der übellaunige Höllenfürst feststellen, dass drei Hallodris auf der Walz, Barbarossa, Dürst und Clown, derart sorglos wie fröhlich in den Tag hineinleben, ohne vom allgegenwärtigen Geschehen rund um sich herum Kenntnis zu nehmen, dass seine Laune noch mieser wird. Um das Gemeine, Habgierige und Schurkische aus deren Charakteren herauszukitzeln, gedenkt der Teufel, ihnen eine Leimrute auszulegen und sie der Versuchung auszusetzen. Dies tut er in Gestalt einer mit Banknoten prall gefüllten Brieftasche, über die die drei Tagediebe stolpern müssen. Und tatsächlich werden schlagartig Bedürfnisse geweckt, von denen selbst die zukünftigen Nutzniesser bislang nichts ahnten. Zunächst einmal können Clown, Dürst und Barbarossa den Hals nicht voll genug bekommen und beschliessen, ihr Geld zu vermehren, indem sie die Casinos von Konstanz und Campione aufsuchen. Dort gewinnen sie tatsächlich ein kleines Vermögen, das sie als Erstes sofort in ein köstliches Mahl unter der Tessiner Sonne anlegen. Dann aber werden, ganz zur Freude Satans, finstere Gelüste der Trickserei und gegenseitigen Betruges geweckt.
Barbarossa, Dürst und Clown versuchen, sich gegenseitig übers Ohr zu hauen und sich ganz den eigenen Begierden hinzugeben. Während Barbarossa mit seinem schicken Cadillac (vergeblich) auf Frauenfang geht, versucht sich Dürst, ebenfalls reichlich erfolglos, als Grundstückspekulant und fällt mit einem Villenkauf auf die Nase. Clown wiederum, der als einstiger Gaukler seinen Namen nicht umsonst trägt, will sich seinen alten, lang gehegten Traum verwirklichen und endlich Besitzer eines eigenen Zirkus werden. Doch sein Talent ist dahin, niemand lacht mehr über seine Spässe, und Lachen lässt sich ebenso wenig erkaufen wie das Glück. Die drei gescheiterten Tunichtgute müssen erkennen, dass sie in ihrer selbst gewählten, neuen Welt nicht zurechtkommen, und beschliessen in ihre alte Welt, in der sie zwar arm, aber sehr viel glücklicher waren, zurückzukehren. Das von ihren Casinogewinnen übrig gebliebene Geld schenken sie Elke und Jürgen, einem zerstrittenen jungen Paar, das sich soeben getrennt hatte und durch die gute Tat der drei wieder zusammenfindet. Hatte der Teufel bislang dank seiner diabolischen Einfälle gut lachen, so ist er angesichts dieser finalen Entwicklung stinksauer. Immerhin: Der desolate Zustand der Erde in ihrer Gesamtheit versöhnt den höllischen Miesepeter bald wieder.

## Produktionsnotizen
Der Teufel hat gut lachen wurde ab dem 15. August 1960 bis in den Oktober desselben Jahres hinein gedreht und am 15. Dezember 1960 im Zürcher Apollo-Filmtheater uraufgeführt. Die Atelieraufnahmen entstanden u. a. in Zürich, die Aussenaufnahmen wurden ebenda sowie in Baden, Greifensee, Aussersihl, am Bodensee sowie im Hotel Bellevue von Lugano abgedreht. Die deutsche Erstaufführung war am 1. Mai 1961, die österreichische vier Tage später.
Hauptdarsteller Max Haufler sowie Hans Mehringer und Inigo Gallo assistierten Regisseur Früh. Für die Filmbauten zeichnete Max Röthlisberger verantwortlich. Die hochdeutschen Dialoge der deutschen Darsteller schrieb Emil Burri. Der Film wurde in einer schweizerdeutschen und in einer hochdeutschen Fassung hergestellt.
Der als Fortsetzung zu Hinter den sieben Gleisen konzipierte und zum Teil mit bundesdeutschem Geld finanzierte Streifen war weder in der Schweiz noch in Deutschland ein kommerzieller Erfolg.

## Kritiken
Paimann’s Filmlisten resümierte: «Eine eidgenössische Lumpacivagabundus-Phrase, die nicht unoriginell [ist], aber … der erforderlichen Beschwingtheit ermangelt, doch … immerhin amüsierend [ist].»

«Gleichwohl beginnt Der Teufel hat gut lachen nicht schlecht, nämlich mit einer gesungenen, schnell geschnittenen, schief kadrierten Einleitungssequenz, die sarkastisch das Durcheinander der modernen Zeiten und die Jagd nach dem Geld kommentiert, bis der Teufel höchstpersönlich (Morath mit Schnauz, Melone und Regenschirm) aus dem Gully auftaucht. Was danach kommt, geht nicht mehr auf. Der Film neigt zu Wiederholungen, versandet in den Konventionen der Boulevard-Komödie und den üblichen kabarettistischen Exzessen.»

Im Lexikon des internationalen Films heisst es: «Heitere Schweizer Komödie über die verderbliche Macht des Geldes.»